# 賴雪敏
賴雪敏（？—），香港社會工作者，兒童文學作家，香港兒童文藝協會會員。

## 生平
賴雪敏自幼年已經喜歡創作及閱讀，中學時期開始寫作，後畢業於香港理工大學，現職文員，並在1998年修讀香港公開大學社會科學學士。
1992年至1999年間，賴雪敏多次獲得青年文學獎的兒童文學組及小小說組冠、亞、季軍及優異獎，1979年定居香港。

## 作品
- 小說：
  - 《小天使的風波》
  - 《今夜我們看星星》
  - 《女人不是等腰三角形》